# E. H. Coombe

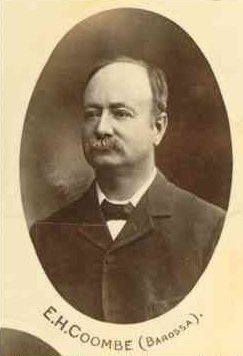
E. H. Coombe (1902)

Ephraim Henry „E. H.“ Coombe (* 26. August 1858 in Gawler, South Australia; † 5. April 1917 in Semaphore, South Australia) war ein australischer Journalist und Politiker der Australian Labor Party (ALP) und später der Liberal and Democratic Union (LDU), der unter anderem zwischen 1901 und 1912 sowie von 1915 bis zu seinem Tode 1917 Mitglied des South Australian House of Assembly sowie von 1905 bis 1909 Vorsitzender der Ausschüsse und dadurch stellvertretender Sprecher des House of Assembly war. Ferner fungierte er in der ersten Regierung von Premier Archibald Peake 1909 zeitweise als Minister.

## Leben
Ephraim Henry „E. H.“ Coombe, ältester Sohn des aus Barnstaple in Devon stammenden Landarbeiters und Ladenbesitzers Ephraim Coombe und dessen Ehefrau Mary Lock Coombe, arbeitete nach dem Besuch der St. George’s Day School in Gawler als Gehilfe in einem dort ansässigen Lebensmittelgeschäft und im Gemischtwarenladen seines Vaters in Willaston. 1888 wurde er Literaturkorrespondent und Hansard-Reporter für die Tageszeitung South Australian Register sowie zwei Jahre später 1890 Herausgeber der Wochenzeitung Gawler Bunyip. 1897 gehörte er zu den wenigen Journalisten, die als offizieller Hansard-Reporter für die Adelaide Federal Convention ausgewählt wurden, auf der die Grundlagen für den zum 1. Januar 1901 gegründeten Australischen Bund besprochen wurden. Er vertrat Südaustralien sowohl im Cricket als auch im Schach. Er wurde 1888 Präsident der Barossa Political Reform League und kandidierte sowohl bei der Wahl am 25. April 1896 als auch am 29. April 1899 jeweils als Parteiloser im Wahlkreis Barossa erfolglos für ein Mandat im South Australian House of Assembly.
Nachdem der ehemalige zweifache Premier von South Australia John Downer am 29./30. März 1901 zum Mitglied des Australischen Senats gewählt wurde, wurde Coombe in der deswegen erforderlichen Nachwahl (By-election) am 8. Juni 1901 im damaligen Zwei-Personen-Kreis Barossa erstmals zum Mitglied des South Australian House of Assembly gewählt, des Unterhauses des Parlaments von South Australia. Nach der Ausweitung des Wahlkreises Barossa zu einem Drei-Personen-Wahlkreis wurde er bei der Wahl am 3. Mai 1902 wiedergewählt und vertrat diesen Wahlkreis bis zu seiner Niederlage gegen William Hague von der Liberal Union bei der Wahl am 10. Februar 1912, wobei er sich selbst am 3. November 1906 der Liberal and Democratic Union (LDU) angeschlossen hatte und seit der Wahl vom 2. April 1910 der Legislativversammlung als Parteiloser (Independent) angehörte. Neben seiner Abgeordnetentätigkeit war er von 1901 bis 1906 Gouverneur der Adelaide Public Library, des Museums und der Kunstgalerie sowie darüber hinaus von 1904 bis 1908 Vizepräsident der Institutes’ Association und Herausgeber von deren Zeitschrift.
Nach der Wahl vom 27. Mai 1905 wurde E. H. Coombe auf der konstituierenden Sitzung am 20. Juli 1905 als Nachfolger von Alfred Catt als Deputy Speaker and Chairman of Committees zum stellvertretenden Sprecher und Vorsitzenden der Ausschüsse der Legislativversammlung gewählt und bekleidete diese Funktionen bis zum 27. Juli 1909, woraufhin Alexander McDonald diese Funktionen übernahm.

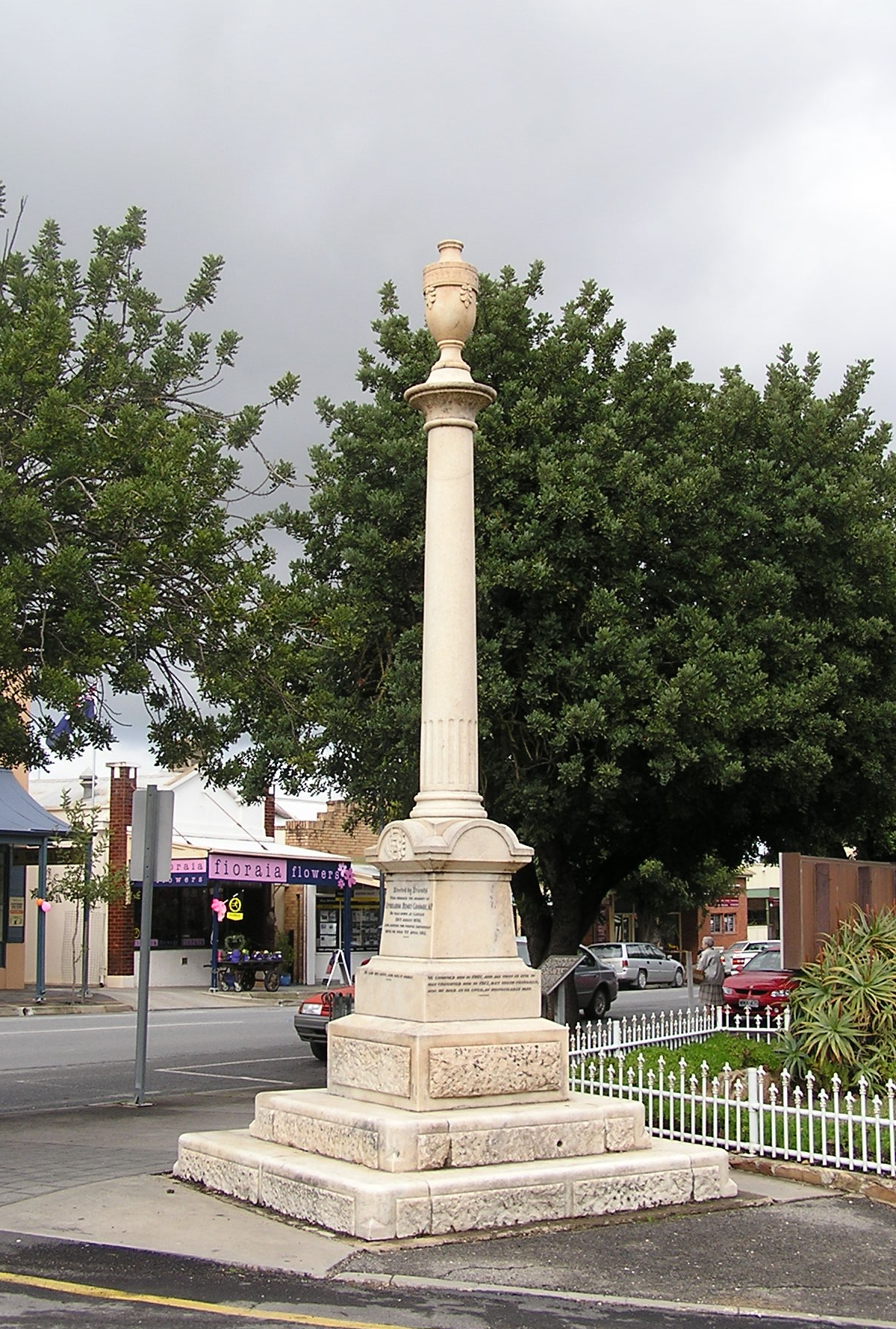
Denkmal für E. H. Coombe in Tanunda.

Am 5. Juni 1909 wurde Coombe in die erste Regierung von Premier Archibald Peake von der Liberal and Democratic Union berufen und fungierte in dieser bis zum 22. Dezember 1909 als Landwirtschaftsminister (Minister of Agriculture) und zeitgleich als Minister für Ländereien der Krone und Einwanderung (Commissioner of Crown Lands and Immigration). 1914 wurde er zudem Journalist bei der in Adelaide erscheinenden Tageszeitung The Daily Herald.
Nachdem er mittlerweile der Labor Party beigetreten war, wurde er für diese bei der Wahl am 27. März 1915 im Drei-Personen-Wahlkreis Barossa noch einmal zum Mitglied des House of Assembly gewählt und konnte sich bei dieser Wahl gegen den bisherigen Wahlkreisinhaber Samuel Bruce Rudall von der Liberal Union durchsetzen. Er vertrat diesen Wahlkreis nunmehr bis zu seinem Tode am 5. April 1917, woraufhin Henry Crosby von der Liberal Union bei der notwendigen Nachwahl am 2. Juni 1917 als sein Nachfolger gewählt wurde. Innerhalb der Partei unterdrückte er das Misstrauen gegenüber seinen früheren Verbindungen und galt als einer ihrer Führer. Er sprach sich entschieden gegen die Schließung deutscher Schulen aus und leitete im Oktober 1916 öffentliche Kampagnen gegen die Wehrpflicht und die Einschüchterung männlicher Wähler beim Referendum von 1917. Im März wurde er in Tanunda auf der Grundlage des Kriegsvorsorgegesetzes (War Precautions Act) angeklagt, zu einer Geldstrafe von 10 £ verurteilt und festgenommen, um den Frieden zu bewahren. Er lehnte den Ersten Weltkrieg nicht ab: drei seiner Söhne waren in der Armee und er ärgerte sich über das Stigma der Illoyalität, was zu einer „schweren Last der Sorge“ (heavy burden of worry) beitrug – mehrere Kommentatoren schrieben, dass die „unaufhörliche Verfolgung“ (incessant persecution) in dieser Angelegenheit zu seinem frühen Tod geführt habe.
Aus seiner am 1. März 1880 in Adelaide geschlossenen Ehe mit Sarah Susannah Fraser Heywood gingen vier Söhne und zwei Töchter hervor. Er verstarb an den Folgen einer intrazerebralen Blutung, die er während einer Parteiversammlung in Semaphore erlitten hatte.

## Veröffentlichung
- History of Gawler, 1908

## Hintergrundliteratur
- Parliament of South Australia: Statistical Record of the Legislature 1836–2007 (Memento vom 11. März 2019 im Internet Archive)